# منتخب تاهيتي لكرة القدم
منتخب تاهيتي لكرة القدم (بالفرنسية: Équipe de football de Tahiti) وهو المنتخب الوطني في بولنيزيا الفرنسية ويديره اتحاد تاهيتي لكرة القدم. لم يسبق له التأهل إلى بطولة كأس العالم. أفضل إنجاز حققه هو تحقيق لقب بطولة أوقيانوسيا للمنتخبات عام 2012.
إنجازاته:
الفوز بكأس أوقيانوسيا للأمم 2012 المشاركة بكأس القارات بالبرازيل 2013 احتلال المركز الثاني في بطولة كأس أوقيانوسيا للمنتخبات 3 مرات في 1973، و1980، و1996. في سنة 2009 شارك منتخب الشباب في كأس العالم للشباب 2009 في مصر، كما فاز ببطولة كأس أمم أوقيانوسيا 2012، وشارك في كأس القارات 2013، وخسر أمام نيجيريا 6-1، وأمام إسبانيا 10-0 ليكون أول منتخب في العالم في بطولة كأس القارات يخسر بنتيجة 10-0 وأنهى البطولة في المركز الثامن (الأخير).

## وصلات خارجية
- قائمة بيانات المنتخب من الموقع الرسمي للفيفا باللغة العربية